# Commit
Commit is een computerterm die betekent dat veranderingen (bijvoorbeeld aan een database) permanent opgeslagen worden.
COMMIT is een commando van de computertaal SQL. Wanneer dit commando gegeven wordt, worden de gemuteerde gegevens gepersisteerd, wat meestal betekent dat ze opgeslagen worden op de harde schijf. Ze kunnen dan ook niet meer ongedaan gemaakt worden, wanneer de gegevens niet juist zijn, anders dan door de gegevens te overschrijven met de juiste.
Het commando moet gegeven worden aan het eind van een databasetransactie. Zo wordt bereikt dat gegevens die bij elkaar horen, maar niet in één opdracht opgeslagen kunnen worden, tegelijkertijd effectief worden. Als één opdracht faalt, zou de database in een corrupte of inconsistente staat komen. In dat geval moeten de gegevens van de andere opdrachten van de transactie weer verwijderd worden. Hiertoe dient het tegenovergestelde van commit, de rollback.
databasemanagementsysteem · databasemodel · databasenormalisatie · referentiële integriteit · relationele algebra · relationele database · relationeel model